# Galatasaray Spor Kulübü (fútbol femenino)
Galatasaray Spor Kulübü conocido por motivos de patrocinio como Galatasaray Petrol Ofisi es un equipo de fútbol femenino de la ciudad de Estambul, Turquía. Hace parte de la sociedad deportiva Galatasaray Spor Kulübü, como una de las distintas secciones deportivas de la institución. Fue fundado en 2011, actualmente juega en la Superliga Femenina de Turquía; en la temporada 2023/24 obtuvo su primer título de Superliga turca, gracias a esto consiguió participar de la Liga de Campeones Femenina de la UEFA por primera vez en su historia.

## Historia
En 2011, Galatasaray creó una academia de fútbol femenino, que inicialmente estaba destinada a niñas entre los 6 y 12 años de edad, la dirección de la academia estaba a cargo de entrenadoras durante los fines de semana. Sin embargo, en 2016 esta rama fue descontinuada por los directivos de la época argumentando reducción de costos debido a problemas financieros.
Burak Elmas, presidente en 2021, reactivó la sección femenina del equipo, creando el equipo profesional que participó en la edición de la nueva Superliga Femenina de Turquía. El 7 de diciembre de 2021, se celebró en el Nef Stadium un amistoso contra el Fenerbahçe, con el fin de concienciar a la sociedad sobre la violencia hacia las mujeres. Los dos equipos saltaron al campo con pancartas en las que se leía "Decimos que se ponga fin a la violencia contra las mujeres".
En la temporada 2023-24, Galatasaray se consagró campeón de la Superliga Femenina, por lo que debutaría en la Liga de Campeones Femenina de la UEFA de la temporada siguiente. Su debut en la competición fue en las fases previas, en las que consiguió la clasificación para la fase de grupos superando a equipos como Slavia Praga. En la fase de grupos, fueron ubicadas junto a equipos históricos de la competición como Olympique de Lyon y Wolfsburgo, su desempeño en el grupo no fue el mejor perdiendo todos sus partidos.

## Plantilla
*Actualizado a 21/04/2025